# Постоянни представители на България към ЕС
Постоянният представител на България към ЕС е ръководителят на Постоянното представителство на Република България към Европейския съюз.
Със започването на пълноправното членство на България в Европейския съюз от 1 януари 2007 година дотогавашната Мисия на Република България към Европейския съюз се преобразува в Постоянно представителство на Република България към Европейския съюз, ръководено от постоянен представител.
Първият постоянен представител към ЕС е Станислав Даскалов (януари – август 2007), преди това посланик на България към ЕС (ноември 2001 – декември 2006), министър на външните работи (1993 – 1995) и заместник-министър на външната търговия (1991).
От септември 2007 до март 2012 г. постоянен представител към ЕС е Бойко Коцев, бивш заместник-министър на вътрешните работи (2001 – 2007), по-късно посланик в Русия.
От март 2012 г. постоянен представител към ЕС е Димитър Цанчев, преди това заместник-министър на външните работи (2010 – 2012), посланик в Израел (2008 – 2010), говорител на МВнР (2005 – 2008), постоянен представител в ООН, Женева (2002 – 2005) и външнополитически съветник на президента Петър Стоянов (2001 – 2002).
От септември 2021 г. постоянен представител към ЕС е Румен Александров, преди това заместник-министър на външните работи (2021, 2014 – 2016), както и извънреден и пълномощен посланик на Република България в Кралство Нидерландия (2016 – 2020).